# جيانغ فينغ (سياسي)
جيانغ فينغ (بالصينية: 江丰) هو فنان وسياسي صيني، ولد في 1910، وتوفي في 1983. انتخب عضو مجلس الشعب الصيني ‏ خلال فترته النيابية.